# ناتسومی اوکاموتو
ناتسومی اوکاموتو (انگلیسی: Natsumi Okamoto؛ زادهٔ ۱ ژوئیهٔ ۱۹۹۸) بازیگر اهل ژاپن است.